# Opatství Sacromonte
Opatství Sacromonte, španělsky Abadía del Sacromonte, je sakrální komplex v Sacromonte, části španělského města Granada. Španělskou kulturní památkou je od roku 1979.

## Historie
V roce 1595 byly nalezeny na hoře Valparaiso (v současné době pojmenované Sacromonte), ostatky učedníků svatého Jakuba a olověné desky psané v arabštině, které popisují mučednictví sv. Cecila, sv. Tesifóna a sv. Hisicia, známé jako libros plúmbeos. Důsledky tohoto nálezu byly obrovské. Na horu bylo instalováno mnoha křížů, kolem 1200 kusů, často od cechů a řemeslníků. Do současnosti se dochovaly pouze čtyři. Františkáni v roce 1633 vybudovali křížovou cestu z města Sacromonte, která končila v malé kapli věnované Božímu hrobu. Hora se stala poutním místem.

## Popis
Komplex se skládá ze Svatých jeskyní, opatství, Staré a Nové koleje.
Svaté jeskyně
V letech 1595 a 1597 byly provedeny první práce na odkrytí míst s nálezy ostatků. Všechny jeskyně jsou ohraničeny cihlovou zdí s cimbuřím a zdobené hvězdami, kruhy a květinami. U vstupu je oltář s dvěma voskovými figurami přinesenými z Říma v roce 1843 s ostatky mučedníků Victora a Leôncia. Pod oltářem jsou schody vedoucí do několika kaplí. Vedle jeskyní je kanovnický hřbitov.
Opatství
Na počátku 17. století byl postaven klášter, který měl velký význam jako kulturní a náboženské centrum, a jehož úpadek také způsobil úpadek Sacromonte. Arcibiskup Granady, Pedro de Castro Cabeza de Vaca y Quiñones, pověřil stavbou jezuitského bratra a architekta Pedra Sáncheze. Knihovna kláštera uchovává jeho stavební plány. Nádvoří je nejvýraznějším prvkem komplexu. Čtyři strany jsou tvořeny galeriemi s toskánskými sloupy. V patře se nachází prosvětlovací otvory mezi vrstvenými pravoúhlými pilastry. V centru nádvoří s kamennou dlažbou je velká kašna.
Kostel je věnován Nanebevzetí Panny Marie. První budova měla jednu loď s křížovou klenbou. Od 18. století byl rozšiřován na půdorys ve formě latinského kříže, se třemi loděmi, presbytářem, křížením a chórem. Hlavní loď má valenou klenbu a postranní křížovou. Chór byl proveden Franciscem Díaz del Riverem mezi roky 1615 až 1617. Oltářní obraz je přičítán Blasu Morenovi.
V hlavní budově, která byla postavena v letech 1600 až 1610, byla založena jedna z prvních soukromých škol v Evropě. Dnes je klášter sídlem farnosti.
Muzeum
Nové Muzeum bylo otevřeno v únoru roku 2010 na jedné straně nádvoří. Uchovává řadu děl granadských umělců a dalších cenností.